# Резервирование

Блок-схема резервирования подсистемы B

Резерви́рование — метод повышения надёжности систем и объектов. Является универсальным принципом обеспечения надёжности, широко применяется в природе, технике и технологии, впоследствии распространившимся и на другие стороны человеческой жизни.

## Виды резервирования
Применяются четыре основных вида резервирования:
- Аппаратное резервирование, например, дублирование
- Информационное резервирование, например — методы обнаружения и коррекции ошибок
- Временное резервирование, например, методы альтернативной логики.
- Программное резервирование, применение независимых функционально равноценных программ

## Резервирование в технических системах

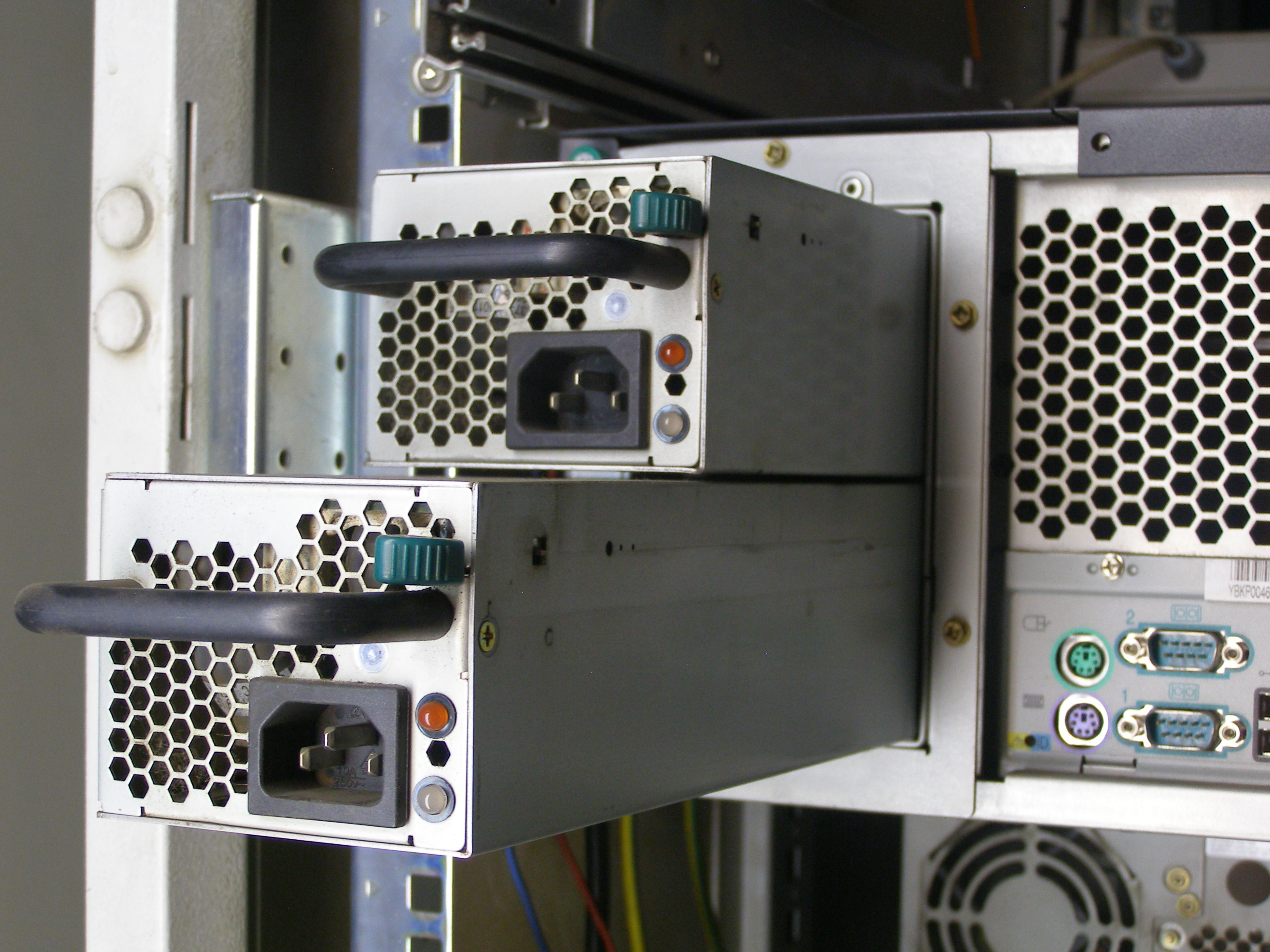
Резервирование блока питания (дублирование)

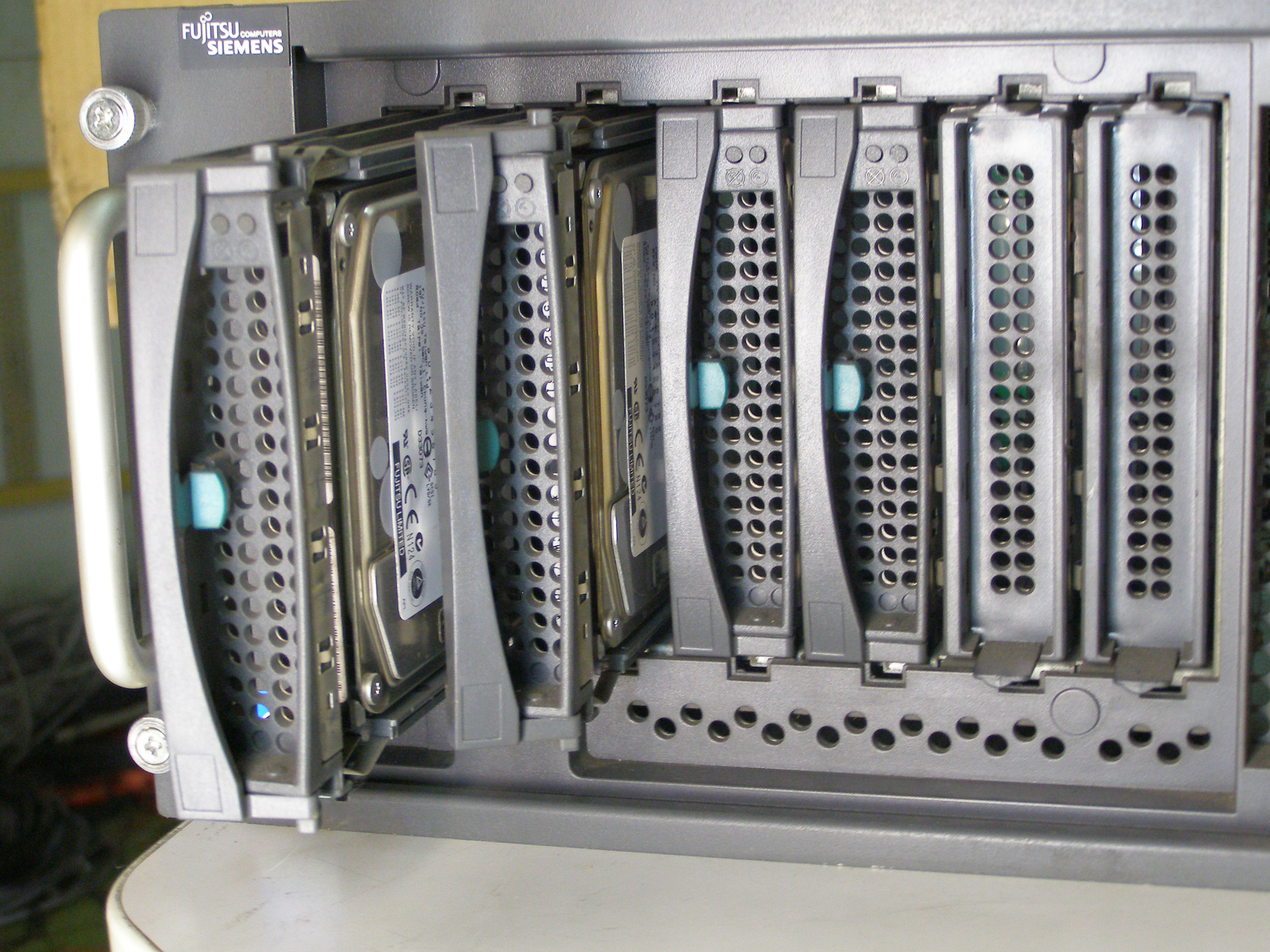
Резервирование жёстких дисков для построения «зеркального» RAID

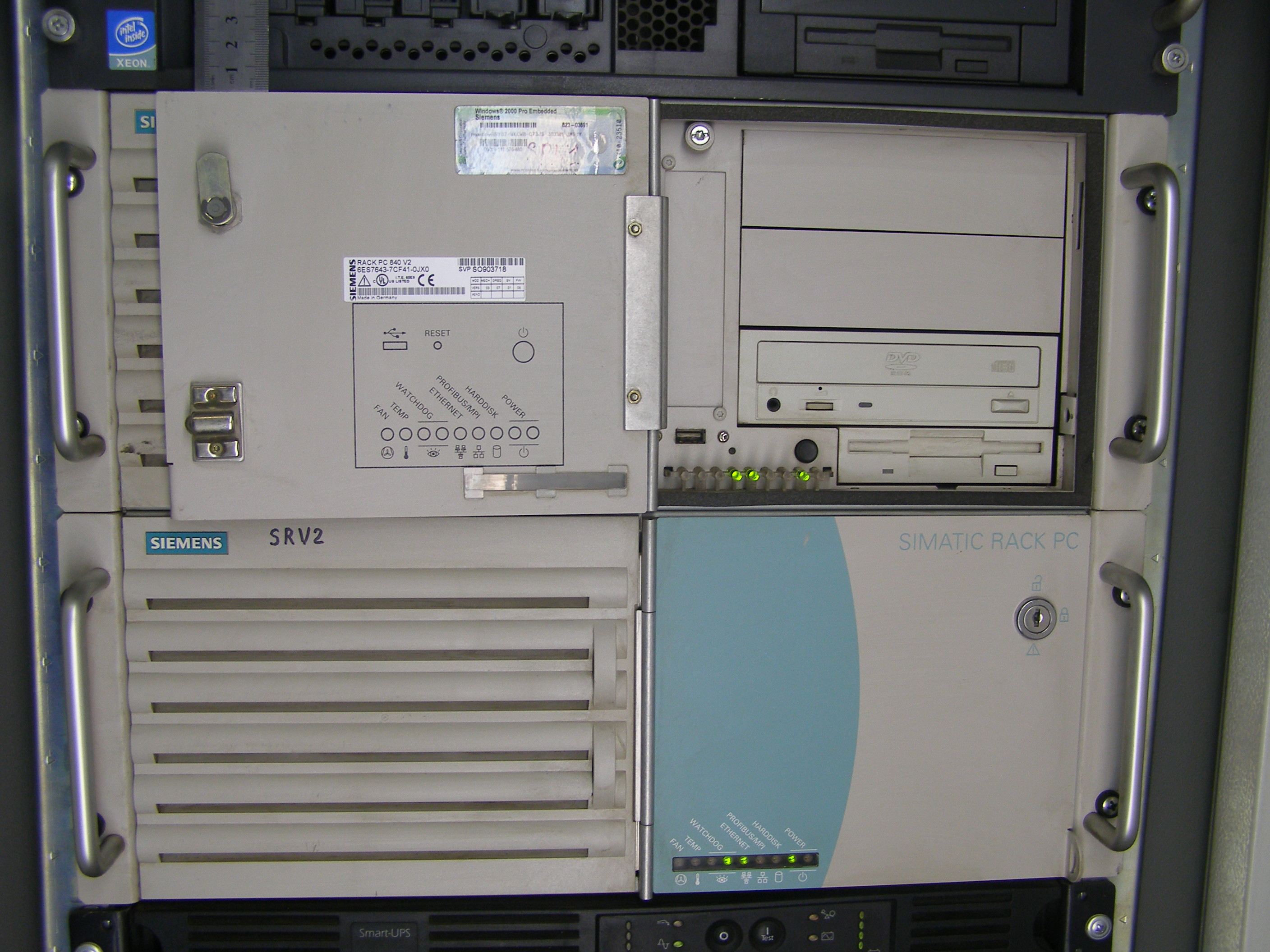
Резервирование сервера промышленного применения

Резервирование в технике — метод повышения характеристик надёжности технических устройств или поддержания их на требуемом уровне посредством введения аппаратной избыточности за счет включения запасных (резервных) элементов и связей, дополнительных по сравнению с минимально необходимым для выполнения заданных функций в данных условиях работы.
Резервирование широко применяется на опасных производственных объектах, во многих случаях его необходимость диктуется требованиями промышленной безопасности или государственных правил и стандартов. Некоторые технические устройства изначально в своей конструкции предусматривают резервирование, например предохранительные клапаны непрямого действия — импульсные предохранительные устройства. Также резервирование широко используется в военной технике.
Резервирование — один из главных принципов обеспечения безопасности АЭС, наряду с физическим разделением и разнотипностью оборудования отвечающий за практическую реализацию важнейшего принципа единичного отказа.
Системы, важные для безопасности АЭС (то есть очень многие), имеют трёхкратное резервирование, а в последних российских проектах, реализованных при строительстве Тяньваньской АЭС в Китае — четырёхкратное резервирование.
Элементы минимизированной структуры устройства, обеспечивающей его работоспособность, называются основными элементами; резервными элементами называются элементы, предназначенные для обеспечения работоспособности устройства в случае отказа основных элементов. Резервирование в технологических системах классифицируют по ряду признаков, основные из которых — уровень резервирования, кратность резервирования, состояние резервных элементов до момента включения их в работу, возможность совместной работы основных и резервных элементов с общей нагрузкой, способ соединения основных и резервных элементов. В резервированном изделии отказ наступает тогда, когда выйдут из строя основное устройство (элемент) и все резервные устройства (элементы). Группа элементов считается резервированной, если отказ одного или нескольких её элементов не нарушает нормальной работы схемы (системы), а оставшиеся исправные элементы выполняют ту же заданную функцию. Такое резервирование называется функциональным резервированием.
- Кратность резервирования — отношение числа резервных элементов к числу основных элементов устройства. Кратность резервирования принято обозначать m. Например, если m=3, то это означает что: основное устройство — одно, число резервных устройств — три, а общее число устройств равно (три плюс один) четырём. Если m=4/2, то это означает резервирование с дробной кратностью, при котором число резервных устройства равно четырём, число основных — двум, а общее количество устройств — шести. Сократить дробь нельзя, так как если m=4/2=2, то это резервирование с целой кратностью, при котором число резервных устройств — два, основное — одно, а общее количество устройств — три. Однократное резервирование называется дублированием.

- По состоянию резервных элементов до момента включения их в работу различают:
  - нагруженный (горячий) резерв — резервные элементы нагружены так же, как и основные;
  - облегчённый (ждущий) резерв — резервные элементы нагружены меньше, чем основные;
  - ненагруженный (холодный) резерв — резервные элементы практически не несут нагрузки[3].

Использование облегчённого или ненагруженного резерва даёт возможность снизить расход энергии, потребляемой резервируемой системой и увеличить надежность аппаратуры (Tср р ненагр > Tср р обл > Tср р нагр), так как надёжность резервных устройств выше, чем основных. Однако следует учитывать, что перерыв на переключение с основного устройства на резервное допустим не во всех схемах.
- В зависимости от масштаба и принятой единицы резервирования различают:
  - общий резерв, при котором резерв предусматривается на случай отказа объекта в целом, и
  - раздельный (поэлементный) резерв, при котором резервируются отдельные части объекта (блоки, узлы, элементы). 
Частным случаем поэлементного резервирования является скользящее резервирование, которое можно использовать, если резервировать группу одинаковых элементов.
  - Возможно также сочетание общего и раздельного резервирования — так называемое смешанное резервирование.

Целесообразность применения резервирования определяется следующими факторами:
- исходным уровнем надёжности комплектующих изделий;
- заданным временем эксплуатации;
- наличием эффективной системы контроля и периодичностью проведения профилактики;
- возможностями использования менее избыточных методов повышения надёжности.

Анализ резервированных систем показывает, что интенсивность отказов резервированной системы быстро возрастает с течением времени, хотя интенсивность отказов нерезервированной системы от времени не зависит, из чего следует что наступает такой момент времени, после которого использование резервированной системы себя не оправдывает. Поэтому, если не учитывать особенности профилактики систем, то резервирование выгодно применять для систем кратковременного использования, а для критически важных систем и систем длительного использования использовать другие методы повышения надёжности. Методы резервирования, эффективные для цифровых систем непрерывного типа, могут оказаться малопригодными для систем с устройствами аналогового типа, для которых вследствие отсутствия взаимного влияния основного и резервного канала предпочтительна схема резервирования замещением. Таким образом, существующее разнообразие систем обуславливает затруднения построения общих конструктивных подходов и единых требований по надёжности.
Эффективность резервирования принято оценивать при помощи коэффициента повышения надёжности γ, который определяют по показателям безотказности из соотношений:
γp = P(t)р / P(t)
γQ = Q(t) / Q(t)р
где P(t)р, Q(t)р, — вероятность безотказной работы и вероятность отказа для резервируемой системы,
P(t) и Q(t) — вероятность безотказной работы и вероятность отказа для нерезервируемой системы.

### Общее резервирование системы
При общем резервировании резервируется вся система в целом. Общее резервирование, в зависимости от способа включения резервных устройств можно разделить на постоянное резервирование и резервирование замещением, при котором резервные изделия замещают основные только после отказа. При общем постоянном резервировании резервные устройства подключены к основному в течение всего времени работы и находятся в одинаковом с ним режиме работы.

#### Постоянное резервирование
К преимуществам постоянного общего резервирования относятся:
- относительная простота построения схем;
- отсутствие даже кратковременного перерыва в работе при отказе от одного до m-1 элементов системы;
- отсутствие дополнительных подключаемых элементов, снижающих общую надёжность схемы.

Очевидные недостатки нагруженного резерва, кроме увеличения габаритов и массы системы, — повышенный расход энергии, а также то, что резервные элементы «стареют» одновременно с основными элементами системы. В случае общего резервирования системы, требуется полный состав записанных элементов. При общем постоянном резервировании может использоваться только нагруженный резерв.
Характеристики для случая резервированной системы при общем постоянном резервировании
Вероятность безотказной работы резервированной системы при общем постоянном резервировании с целой кратностью рассчитывается по формуле:
{\displaystyle {P(t)_{p}}=1-[1-P(t)]^{m+1}},
где P(t)р — вероятность безотказной работы резервированной системы
P(t) = e-λtр — вероятность безотказной работы
нерезервированной системы при экспоненциальном законе распределения надёжности,

m — кратность резервирования.
{\displaystyle T_{cp\,p}=T_{cp}\sum _{i=0}^{m}{\frac {1}{(i+1)}}=T_{cp}(1+{\frac {1}{2}}+...+{\frac {1}{m+1}})}
где Tср р — средняя наработка на отказ резервированной системы, 

Tср — средняя наработка на отказ нерезервированной системы.

Для наиболее простого случая, когда m = 1, получаем:
{\displaystyle P(t)_{p}=1-[1-P(t)]^{2}},
{\displaystyle T_{cp\,p}=1,5T_{cp\,}}.
Таким образом, при дублировании (одно основное устройство резервируется одним резервным устройством), средняя наработка на отказ увеличивается в 1,5 раза.

#### Резервирование замещением
При резервировании замещением резервное устройство включается в работу системы при помощи автоматических устройств либо человеком-оператором вручную. При автоматическом включении требуется чрезвычайно высокая надёжность переключающих элементов. При большом количестве и невысокой надёжности этих дополнительных элементов, входящих в резервированную систему, её надёжность может понизиться по сравнению с надёжностью нерезервируемой системы. Кроме того, существует кратковременный перерыв, на время переключения на резервные устройства. При ручной замене отказавших элементов возрастает время переключения, но надежность человека-оператора, производящего переключение, может быть принята в расчётах за единицу.
При использовании нагруженного резерва запасные резервные элементы находятся в том же режиме работы, что и основные элементы (независимо от того, участвуют они в работе схемы или нет) и если при этом основной и резервный элемент идентичны, то интенсивности их отказов совпадают и надёжность основного и резервного устройств одинакова, и поэтому, если не учитывать надёжность
автоматических переключающих устройств, характеристики надёжности рассчитываются по тем же формулам, что и для общего постоянного резервирования.
При использовании ненагруженного резерва, запасные резервные элементы до момента их включения в работу системы полностью отключены. В этом случае резервные устройства имеют самую высокую надёжность по сравнению с основными элементами, поэтому общее резервирование замещением с использованием ненагруженного резерва обеспечивают наилучшие показатели надёжности для случая общего резервирования.
Характеристики для случая общего резервирования замещением с использованием ненагруженного резерва.
{\displaystyle {P(t)_{p}}=P(t)\sum _{i=0}^{m}({\frac {t_{p}}{T_{cp}}})^{i}{\frac {1}{i!}}=P(t)\left[1+{\frac {t_{p}}{T_{cp}}}+{\frac {1}{2!}}{({\frac {t_{p}}{T_{cp}}})}^{2}+...+{\frac {1}{m!}}{({\frac {t_{p}}{T_{cp}}})}^{m}\right]},
где P(t)р — вероятность безотказной работы резервированной системы
P(t) — вероятность безотказной работы нерезервированной системы,

m — кратность резервирования.
{\displaystyle T_{cp\,p}=T_{cp}(m+1)}
где P(t)р и P(t) — вероятность безотказной работы резервированной и нерезервированной систем, 

Tср р и Tср — средняя наработка на отказ резервированной и нерезервированной систем,
m — кратность резервирования.
Для наиболее простого случая, когда m = 1, получаем:
{\displaystyle {P(t)_{p}}=P(t)(1+{\frac {t_{p}}{T_{cp}}})},
{\displaystyle T_{cp\,p}=2T_{cp}}.
Таким образом, при использовании ненагруженного резерва средняя наработка на отказ увеличивается минимум в два раза.

### Раздельное резервирование
При раздельном способе резервирования вводится индивидуальный резерв для каждой части неизбыточной системы. Раздельное резервирование бывает общим и замещающим. При раздельном замещении отказ системы может произойти только тогда, когда отказ дважды подряд произойдёт в одном и том же устройстве ({\displaystyle m=1}), что маловероятно. Для оценки надёжности при раздельном резервировании используется сложный, специфический математический аппарат. В целом, математический анализ показывает, что наиболее высокие показатели надёжности можно получить в случае построения систем с использованием раздельного резервирования замещением ненагруженным резервом.

## Резервирование в биологических системах
- Животные, находящиеся близко к началу пищевых цепочек, используют механизм резервирования, обеспечивающий воспроизведение вида — многочисленное потомство. Травоядные животные, являющиеся кормом для хищников, обычно имеют более многочисленное потомство, чем хищники.
- Человеческий организм дает достаточно большое количество примеров резервирования внешних и внутренних органов. Примеры дублирования внешних органов — глаза, уши, руки, ноздри. Пример резервирования внутренних органов человека — дублирование половых желез, почки. Резервирование создает новые функциональные возможности. Дублирование глаз (разнесенных на некоторое расстояние) позволяет реализовать стереоскопическое зрение, то есть определять расстояние до объекта, дублирование ушей — определять направление на источник звука (бинауральный эффект).

Изучением резервирования в биологических системах занимается прикладная наука бионика.

## Резервирование в организационных системах
- Пример резервирования в организационных структурах[5] — наличие заместителей у руководителей. Обычно заместитель выполняет определённые, свойственные только каждому конкретному заместителю функции, но любой заместитель может стать исполняющим обязанности руководителя на период его отсутствия.
- В вооруженных силах используется резервирование кадров — запас. Все отслужившие в армии увольняются в запас и становятся резервистами на случай военных действий.

## Расчет вероятности отказа системы
Каждый элемент резервирования уменьшает вероятность отказа узла в соответствии с формулой:
{\displaystyle {Q}=1-\prod _{i=0}^{m}(1-q_{i}),}
где {\displaystyle m} — число резервных элементов (кратность резервирования);
{\displaystyle q_{i}} — вероятность отказа элемента {\displaystyle i};
{\displaystyle Q} — вероятность отказа узла из {\displaystyle n} элементов (вероятность отказа всех элементов).
Формула предполагает независимый отказ элементов. Это значит, что вероятность отказа элемента {\displaystyle i} одинаковая как при отказавшем элементе {\displaystyle j,} так и при исправном для всех {\displaystyle i\neq j.} Эта формула не всегда применима, например, в случае параллельного подключения двух источников питания вероятности отказов отличаются.
Также предполагается, что для работы узла достаточно одного (любого) элемента. В случае, если для работоспособности узла необходимо {\displaystyle m} элементов из имеющихся {\displaystyle n}, вероятность отказа равна:
{\displaystyle {Q}=q^{n-m+1}C_{n}^{n-m+1},} при условии, что все элементы имеют одинаковую вероятность отказа {\displaystyle q}.
Число сочетаний из {\displaystyle a} по {\displaystyle b} равно биномиальному коэффициенту:
{\displaystyle {a \choose b}=C_{a}^{b}={\frac {a!}{b!\left(a-b\right)!}}.}
Эта модель отказов подразумевает, что отказавшие элементы не заменяются, а устройство обеспечения резервирования имеет нулевую вероятность отказа.